# Love Metal
„Love Metal“ е четвъртият албум на финландската група HIM, записан през 2002-2003 г. и издаден на 14 април 2003 г. Това е албумът, направил групата популярна пред по-широка публика и първият, на който фронтментът Виле Вало не се появява на обложката. Вместо него е изобразено логото на бандата, т.нар. heartagram – обърната пентаграма, горните два лъча на която са оформени като сърце.
Заглавието на албума „Love Metal“ е в отговор на журналистическите въпроси какъв е стилът на групата (иначе често определян като лек алтернативен метъл и готик метъл). На български името се превежда като „любовен метъл“; Вало казва, че този стил е измислен от самите тях.
Други групи, които сами се числят или биват причислени от феновете и медиите в стила любовен метъл, са The 69 Eyes, Negative, Entwine и Lovex.

## Списък на песните
1. Buried Alive By Love – 5:01
2. The Funeral of Hearts – 4:30
3. Beyond Redemption – 4:28
4. Sweet Pandemonium – 5:46
5. Soul On Fire – 4:00
6. The Sacrament – 4:32
7. This Fortress of Tears – 5:47
8. Circle of Fear – 5:27
9. Endless Dark – 5:35
10. The Path – 7:44
11. Love's Requiem * – 8:36

* – Песента присъства само в немската Digipack версия.